# Elaphria teniufascia
Elaphria teniufascia är en fjärilsart som beskrevs av George Francis Hampson 1918. Elaphria teniufascia ingår i släktet Elaphria och familjen nattflyn. Inga underarter finns listade i Catalogue of Life.